# The Ghost and the Guest

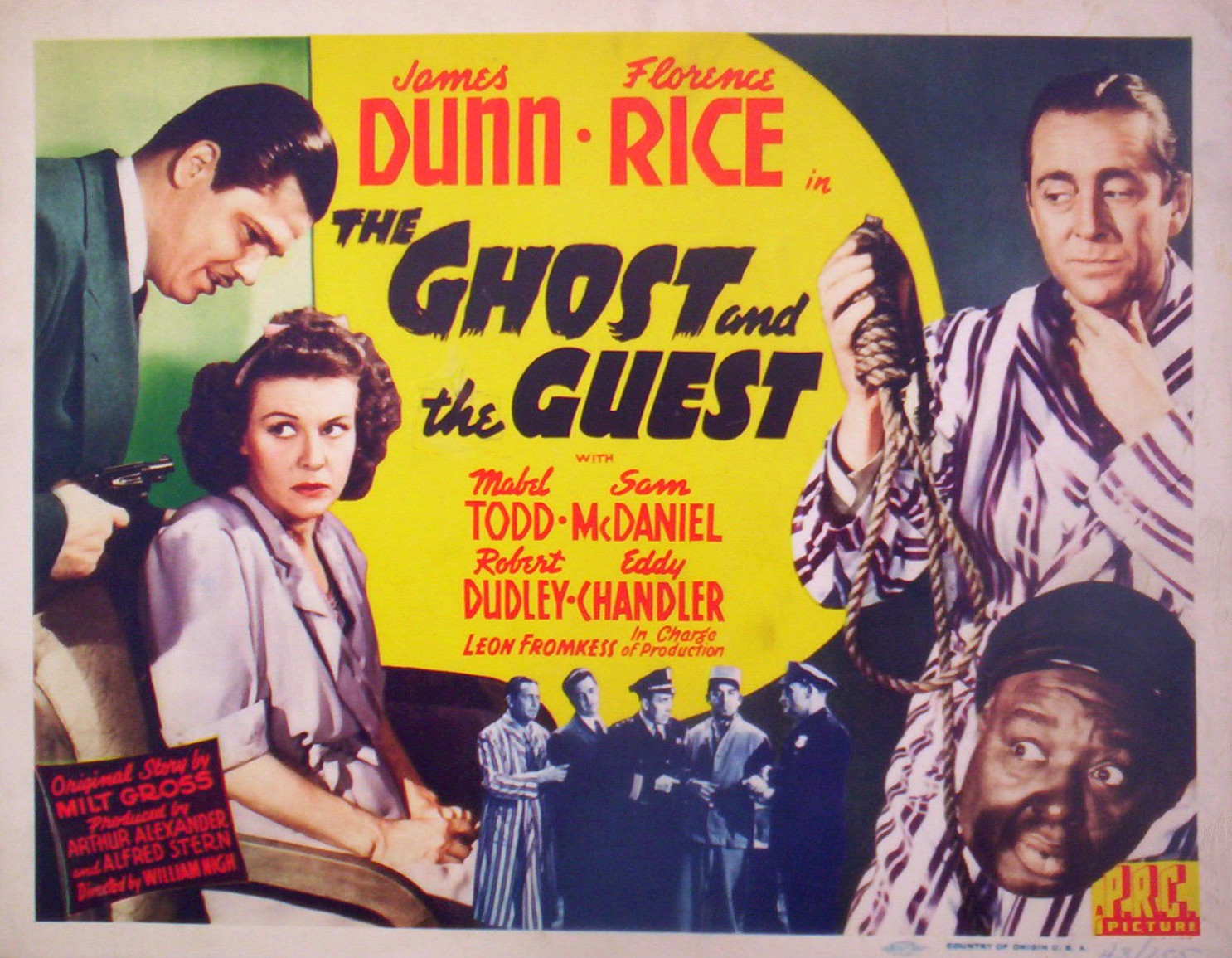
Carte promotionnelle du film.

The Ghost and the Guest est un film américain réalisé par William Nigh, sorti en 1943.

## Synopsis
Webster Frye et sa fiancée Jackie sont sur le point de se marier, lorsque Jackie lui annonce qu'elle a annulé leur projet de lune de miel sur la côte ouest afin qu'ils puissent se rendre à la ferme que son père leur a acheté. Web n'est pas d'accord avec cette idée, mais après le mariage, leur valet de chambre Harmony Jones les conduit à la ferme. À leur grande surprise, l'ancien bourreau Ben Bowron s'entraîne à faire des nœuds de corde sous le porche et leur apprend que sa dernière victime, un tueur nommé Honeyboy, lui a légué la ferme dans son testament. Jackie est tellement excitée par la perspective de posséder une ferme, qu'elle rejette son affirmation, et malgré le fait que la maison soit en ruine, elle insiste pour y passer la nuit. Lorsque le cercueil d'Honeyboy est apporté à la maison, Jackie et Web appellent la police, mais avant qu'elle n'arrive, Killer Blake, un prisonnier évadé, se glisse hors du cercueil et pénètre dans un passage secret de la maison. Le chef Bagnoc et son adjoint Herbie, déconcertés, arrivent enfin, et peu de temps après, le criminel Smoothie Lewis arrive à son tour. Se faisant passer pour l'avocat d'Honeyboy, Smoothie prétend que les deux hommes qui l'accompagnent sont les cousins d'Honeyboy et que les femmes, Josie et Mabel, sont les sœurs d'Honeyboy. Pendant que tout le groupe cherche le corps disparu dans la cave, Killer cherche à l'étage la cachette secrète d'Honeyboy. Le tueur échappe continuellement au groupe et le chef Bagnoc exige que personne ne quitte la maison, contrecarrant ainsi les plans de Web et Jackie pour leur lune de miel.

## Fiche technique
- Réalisation : William Nigh
- Scénario : Morey Amsterdam d'après une histoire de Milt Gross
- Producteurs : Arthur Alexander, Alfred Stern
- Photographie : Robert E. Cline
- Montage : Charles Henkel Jr.
- Musique : Lee Zahler
- Pays de production :  États-Unis
- Genre : Comédie[2], mystère[1]
- Distributeur : Producers Releasing Corporation
- Durée : 61 minutes
- Date de sortie : 19 avril 1943

## Distribution
- James Dunn : Webster Frye

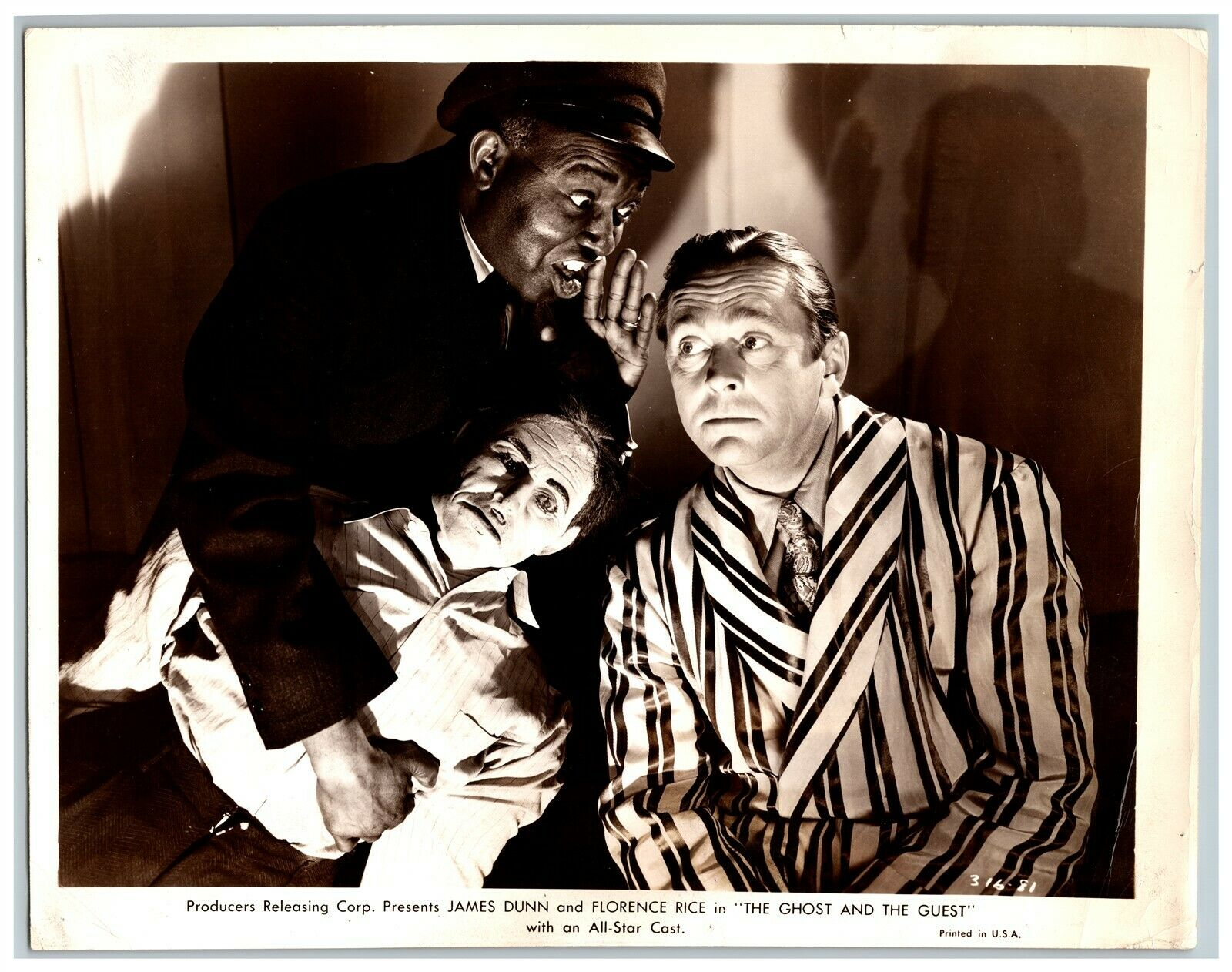
Sam McDaniel, James Dunn (Photo promotionnelle pour le film).

- Florence Rice : Jacqueline "Jackie" DeLong Frye
- Robert Dudley : Ben Bowron
- Mabel Todd : Little Sister Mabel
- Sam McDaniel : Harmony Jones
- Jim Toney : Police Chief Bagwell
- Eddy Chandler : Policeman Herbie
- Robert Bice : Smoothie Lewis
- Renee Carson : Big Sister Josie
- Anthony Warde : Killer Blake
- Anthony Caruso : Henchman Ted
- Eddie Foster : Henchman Harold